# Ki no Tsurayuki

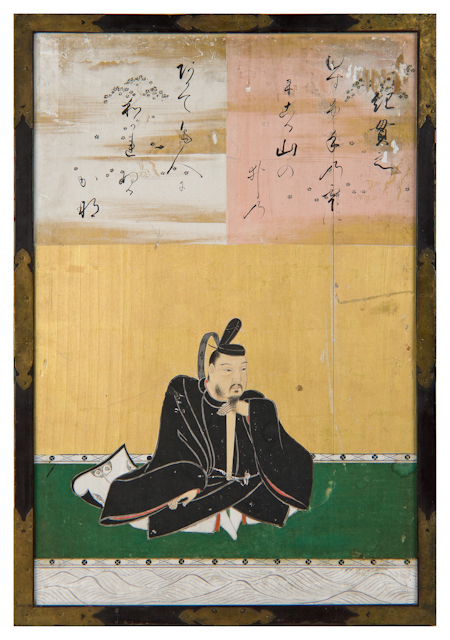
Ki no Tsurayuki, gestaltad av Kanō Tan'yū (1648)

Ki no Tsurayuki(紀 貫之), född 872, död 30 juni 945, var en waka-poet under Heian- perioden.
Tsurakyuki är bäst känd som poeten som sammanställde huvuddelen av Kokin Wakashū, en tidig waka-antologi., men också som författare till Tosa Diary (”Tosas dagbok”), som publicerades anonymt.   I berättelsen redogörs för en resa 935 från Tosa-provinsen, där Tsurayuki varit guvernör, till huvudstaden Kyoto.
Tsurayuki var son till Ki no Mochiyuki. I början på 890-talet började han skriva waka-dikter. 905, under kejsar Daigos regim, valdes han ut, som en av fyra poeter att sammanställa Kokin Wakashū, den första kejserliga antologin med waka-poesi.
Mellan 930 och 935 var han guvernör i Tosa-provinsen. Senare blev han guvernör i Suo-provinsen.
Han utsågs till en av Sanjūrokkasen (三十六歌仙, De trettiosex Odödliga Poeterna) av Fujiwara no Kintō, där urvalet gjordes bland poeter under Nara-, Asuka- och Heian-perioderna.
En av Tsurayukis dikter finns med i den klassiska japanska antologin Ogura Hyakunin Isshu (小倉百人一首, ungefär etthundra människor, en dikt var), med etthundra wakadikter av etthundra poeter.

## Ett exempel
Ett exempel på Tsurayukis poesi: 
Ominaeshi
Wa ga tsuma nite wa
Toshi fu to mo
(Hito no kokoro o
Ikaga tanoman)
Wakan finns i engelsk översättning, men har inte översatts till svenska:
| ” | Say that my wife Could remain a ladyflower Even when she’s old. (Yet how on the human heart Could you place your reliance?) | „ |